# طائرة زراعية

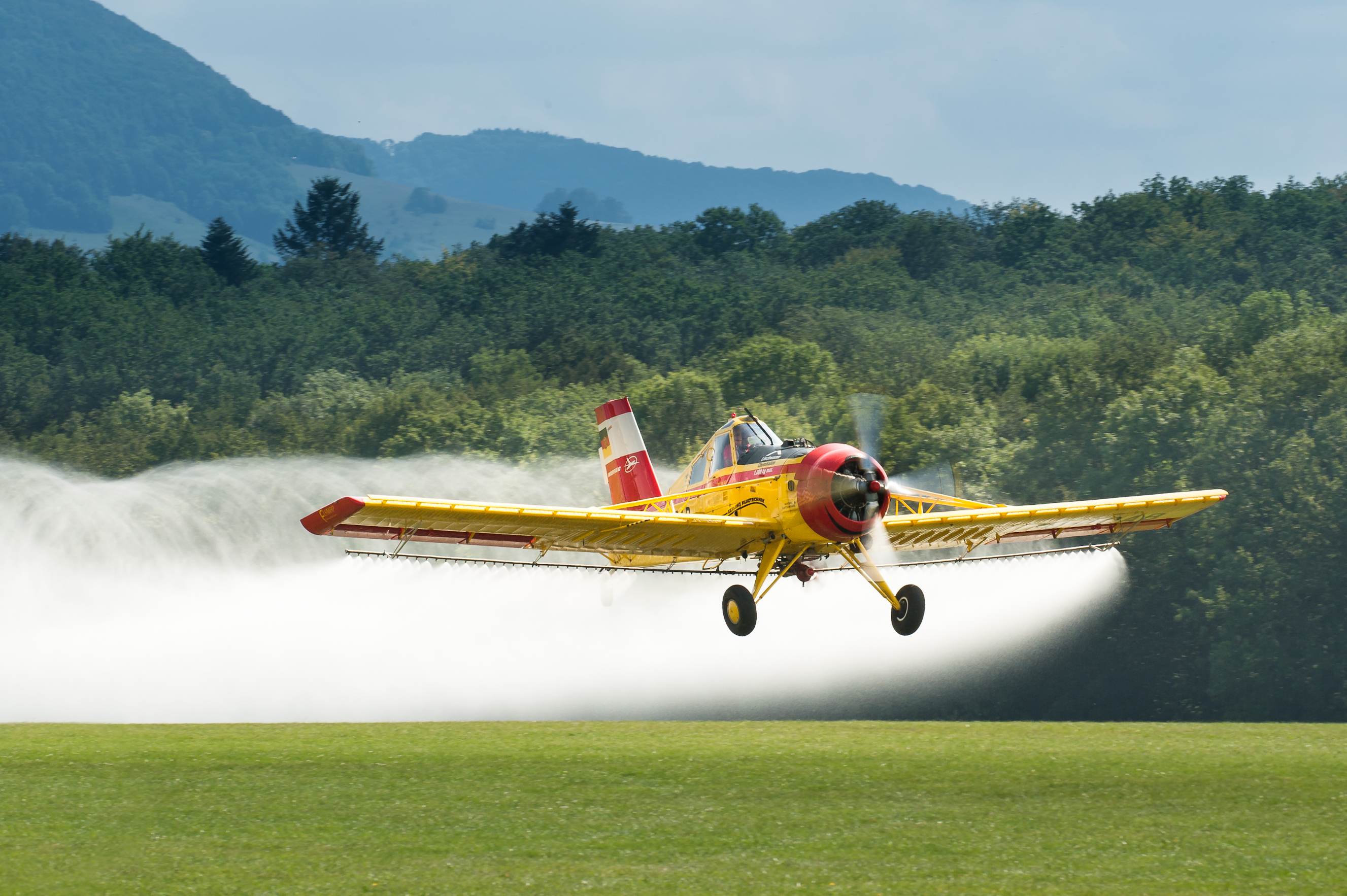
Gehling PLZ106AR Kruk

طائرة زراعية (بالإنجليزية: Agricultural aircraft)‏ هي نوع من الطائرات التي يتم بناؤها أو تحويلها للاستخدام الزراعي، وعادة ما تقوم بعملية الرش الجوي للمحاصيل بالمبيدات أو الأسمدة.